# Немачки гонич
Немачки гонич је раса паса пореклом из Вестфалије, региона Немачке. Немачки гонич је ловачки пас, који се користи за лов на крупну и ситну дивљач.

## Изглед
Немачки гонич је мали гонич, 40 – 53 цм у гребену, са дугим, спуштеним ушима и дугим, уским репом. Одликује се дугачком, донекле уском главом и правоугаоним телом, описаним као „елегантно“.
Длака има тврдо, скоро чекињасто, кратко крзно, обично тробојно (црвено до жуто са црним плаштем), са белим ознакама  - бела њушка, груди, ноге, крагна и врх репа, и пламен на глава.

## Историја
Године 1896, Клуб немачких гонича, који обухвата све локалне врсте у северозападној Немачкој, формиран је у Финентропу и пресељен у Олпе 1911. Расе су спојене 1900. као једна раса и званично су назване Немачки гонич. Ова раса се раније звала разним старим регионалним именима као што су "Олпе Брацке", "Сауерландер Брацке" и "Вестпхалиан Брацке", а други локални типови су сада спојени у једну расу. Једине расе гонича у овој области данас су немачки гонич и вестфалска јазавчарка. Вестфалски јазавчар је кратконоги пас, вероватно укрштањем гонича са јазавчаром.
Лов са гоничем у раним временима обављао се са ловцима на коњима који су пратили гониче, као што су развили стари Келти који су јурили јелене и савремени ловци на лисице. Други спорт, развијен у 16. веку, није захтевао трошкове коња и великих одгајивачница, а користио је ватрено оружје, названо Брацкаде. Гоничи који су ловили на овај начин упорно су пратили ловце уз повике који саопштавају ловцу где се пас налази и коју врсту дивљачи прати. Данас се немачки гонич обично користи за лов на јелене, али и на зечеве и лисице. Често се лови појединачно као гонич, за лов на мањим површинама. Простор потребан за лов на чопор паса је описан од стране расног клуба као минимална површина од 1.000 ха (2471 хектар). За лов на Брацке је везана и употреба рогова за комуникацију са псима, обичај који се наставља и данас.
Немачки гонич је признат од стране Вербанд фур дас Деутсцхе Хундевесен (Немачки кинолошки савез) преко Деутсцхен Брацкен клуба основаног 1896. године и наставља се и данас, и надгледа узгој и тестирање лова, као и очување традиције лова на Брацке. Немачки гонич је био први брацкет који је регистрован као посебна раса, 1900. године, а од стране Међународне кинолошке федерације као раса број 299 у Групи 6 (Мирисни гоничи), одељак 1.3 (Мали гоничи). Од највећих кинолошких клубова на енглеском говорном подручју, само Унитед Кеннел Цлуб у САД признаје немачког гонича, у својој групи Сцентхоунд. Немачки гонич такође може бити препознат од стране многих мањих регистара, група ретких раса, ловачких клубова и предузећа за регистрацију на интернету под његовим оригиналним именом, одбаченим старинским именима, преводима имена или варијацијама имена. Немачки гонич је искључиво ловачки пас и ретко се виђа ван своје матичне земље. Изван матичне земље, купци паса који су представљени као немачки пси треба да истраже порекло пса, посебно ако је регистрован у неком од мањих клубова који захтевају мало или никакву документацију пре него што прихвате пса или легло за регистрацију.
Историјски гледано, израз Брацке се на немачком користио за означавање паса. Брак је стара нисконемачка реч за обалну мочвару која је периодично поплављена сланом водом – енглеска реч бракисх. У Европи се гоничи обично деле на псе који трче (слободне чопорове, који или терају дивљач назад до ловца, или ловац прати док трче, или ловац чека док крикови паса не саопште да је дивљач пронађена и задржана , а затим иде на то место) и псе на поводцу (који прате дивљач или прате рањену или мртву дивљач док их ловац држи на узици). Брацке се обично користе као гоничи који трче, у чопорима, за лов на зечеве или лисице у врсти лова која се зове Брацкаде.

## Здравље и карактер
За ову расу нису документоване никакве специфичне болести или тврдње о изузетном здрављу. Према изворном немачком клубу раса, иако је ловачки пас, он је љубазан и има користи од живота са породицом, а не у одгајивачници. То је веома упоран пас за праћење са добрим осећајем за правац.

## Изглед
Пропорције: Дужина главе код паса средње величине је око 21 цм, а њушке око 9 цм.
Општи изглед: Делује као лакши, високоноги, елегантан, али снажно грађен ловачки пас са племенитом, пропорционално светлијом главом, добро ношеним ушима, али за племенит укупни изглед пса, опуштеног, дебљег репа. Благо скупљен струк.
Глава: Светла, сува, дугуљаста. са предње стране изгледа уско и издужено. Горњи део главе је само нешто шири од целине. Образи се протежу право у њушку и нису оштро дефинисани.
Лобања: Благо заобљена. Затиљак је слабо истакнут.
Стоп: Безначајан.
Носна печурка: У средини има светлу мрљу, скоро меснате боје, док су ноздрве мање-више тамно пигментисане.
Нос: Веома благо заобљен.
Усне: Средње преклапање. Набор у углу усне је мали.
Зуби: Изузетно јаки и уједначени. Угриз клешта или маказе. Посебно су снажно развијени очњаци.
Очи: Тамне, јасне, пријатељског израза.
Уши: Дуге (око 14 цм) и широке (око 9 цм). Добро пристаје, заобљен на доњем крају.
Врат: Средње дужине и прилично јак у односу на главу.
Леђа: Благо заобљена
Сапи: Благо нагнуте.
Груди: Дубоки, досежу испод лактова. Благо заобљен и дугачак грудни кош.
Реп: Дуг у корену, неприметно снажан. Због заштите од удараца о танко дрвеће и грање, има жбунасту и дугу длаку. Због тога је пропорционално дебео, али се сужава до тачке. Нешто четкасто. Реп се носи лабаво или благо савијен према горе.
Предње ноге: Високе, веома добро обликоване, суве, са финим костима и жилаве. Сува рамена. Лактови који добро пристају.
Задње ноге: бутине у профилу широке и пуне. Потколеница дуга и не преширока, добро закривљена.
Шапе: Дуже од мачјих, преплетене, добро затворени прсти.
Длака: Код краткодлаког пса је дуга, веома густа, чврста, скоро оштра, стомак је такође густо и добро длакав. На доњој страни репа је често нешто дужи, формирајући благу четкицу. Бутина је добро ошишана.
Боја: црвена до жута са црним седлом или плаштом и белим ловачким ознакама: проширена усна, бела њушка са крагном око врата (пожељно је затворена крагна), бела прса, као и ноге и врх репа. Величина: Висина гребена 40-53 цм. Мало прекорачење ових мера је дозвољено.